# HD 215456
HD 215456，又名CD-4913955，SAO 231285、HR 8658，是一颗恒星，视星等为6.62，位于銀經342.31，銀緯-57.46，其B1900.0坐标为赤經22h 40m 7.4s，赤緯-49° -57.46′ 12″。